# Pomoy
Pomoy és un municipi francès situat al departament de l'Alt Saona dins la regió de Borgonya - Franc Comtat. L'any 2007 tenia 172 habitants.

## Demografia

### Població
El 2007 la població de fet de Pomoy era de 172 persones. Hi havia 72 famílies, de les quals 20 eren unipersonals (12 homes vivint sols i 8 dones vivint soles), 20 parelles sense fills, 20 parelles amb fills i 12 famílies monoparentals amb fills.
La població ha evolucionat segons el següent gràfic:
Habitants censats

### Habitatges
El 2007 hi havia 99 habitatges, 72 eren l'habitatge principal de la família, 10 eren segones residències i 17 estaven desocupats. 93 eren cases i 6 eren apartaments. Dels 72 habitatges principals, 60 estaven ocupats pels seus propietaris, 11 estaven llogats i ocupats pels llogaters i 1 estava cedit a títol gratuït; 3 tenien dues cambres, 11 en tenien tres, 20 en tenien quatre i 37 en tenien cinc o més. 56 habitatges disposaven pel capbaix d'una plaça de pàrquing. A 36 habitatges hi havia un automòbil i a 27 n'hi havia dos o més.

### Piràmide de població
La piràmide de població per edats i sexe el 2009 era:
| Homes | Edats   | Dones |
| ----- | ------- | ----- |
| 4     | 95 o +  | 4     |
| 0     | 90 a 94 | 4     |
| 0     | 85 a 89 | 4     |
| 0     | 80 a 84 | 0     |
| 0     | 75 a 79 | 0     |
| 4     | 70 a 74 | 4     |
| 4     | 65 a 69 | 12    |
| 8     | 60 a 64 | 8     |
| 4     | 55 a 59 | 4     |
| 8     | 50 a 54 | 8     |
| 8     | 45 a 49 | 8     |
| 8     | 40 a 44 | 4     |
| 4     | 35 a 39 | 4     |
| 0     | 30 a 34 | 4     |
| 0     | 25 a 29 | 0     |
| 8     | 20 a 24 | 0     |
| 4     | 15 a 19 | 4     |
| 4     | 10 a 14 | 8     |
| 4     | 5 a 9   | 0     |
| 8     | 0 a 4   | 0     |

## Economia
El 2007 la població en edat de treballar era de 99 persones, 73 eren actives i 26 eren inactives. De les 73 persones actives 66 estaven ocupades (37 homes i 29 dones) i 7 estaven aturades (4 homes i 3 dones). De les 26 persones inactives 9 estaven jubilades, 3 estaven estudiant i 14 estaven classificades com a «altres inactius».

### Ingressos
El 2009 a Pomoy hi havia 80 unitats fiscals que integraven 193,5 persones, la mediana anual d'ingressos fiscals per persona era de 16.369 €.

### Activitats econòmiques
Dels 4 establiments que hi havia el 2007, 1 era d'una empresa de fabricació d'altres productes industrials, 2 d'empreses de construcció i 1 d'una empresa de comerç i reparació d'automòbils.
Dels 2 establiments de servei als particulars que hi havia el 2009, 1 era una fusteria i 1 lampisteria.
L'any 2000 a Pomoy hi havia 13 explotacions agrícoles que ocupaven un total de 704 hectàrees.

## Poblacions més properes
El següent diagrama mostra les poblacions més properes.